# Witalij Saweljew
Witalij Antonowycz Saweljew, ukr. Віталій Антонович Савельєв, ros. Виталий Антонович Савельев, Witalij Antonowicz Sawieljew (ur. 19 lipca 1937 w Stalino, Ukraińska SRR, zm. 6 grudnia 2015 w Doniecku, Ukraina) – ukraiński piłkarz, grający na pozycji napastnika.

## Kariera piłkarska

### Kariera klubowa
Urodził się i wychował się na osiedlu kopalni „Prowedanc”. Grał w różnych zespołach amatorskich osiedla. W 1954 roku po założeniu drużyny amatorskiej Szachtar Budionowka rozpoczął karierę piłkarską. W 1956 roku został zaproszony do Szachtara Stalino, ale nie przebił się do podstawowego składu i wrócił do Budionowki. Później, młody napastnik został piłkarzem Łokomotywu Artiomowsk, który po roku zmienił siedzibę na Stalino. Latem 1959 powrócił się do Szachtara Stalino, w którym spędził najlepsze lata kariery. W 1961 i 1962 roku pomógł drużynie wygrać Puchar ZSRR, a w 1963 roku dotrzeć do finału. Również w 1963 roku doznał kontuzji łąkotki, ale operacja nie powiodła się i piłkarz nie był w stanie szybko odzyskać formę sportową. W 1965 bronił barw Dnipra Dniepropetrowsk, a w 1966 Traktoru Wołgograd. Po powrocie do domu, pracował w fabryce „Autoszkło” w Konstantynówce. Grał w drużynie weteranów, skąd został zaproszony do Szachtara Gorłówka, w którym zakończył karierę piłkarza w roku 1972.

### Kariera reprezentacyjna
W 1962 rozegrał 1 mecz w olimpijskiej reprezentacji Związku Socjalistycznych Republik Radzieckich.

## Kariera trenerska
Po zakończeniu kariery zawodniczej rozpoczął karierę trenerską. Do 1992 trenował drużynę zakładową DonieckSzachtoStroj Donieck.
6 grudnia 2015 zmarł w Doniecku w wieku 79 lat.

## Sukcesy i odznaczenia

### Sukcesy klubowe
Szachtar Donieck
- zdobywca Pucharu ZSRR: 1961, 1962
- finalista Pucharu ZSRR: 1963

### Odznaczenia
- tytuł Mistrza Sportu ZSRR: 1961
- Order „Za zasługi” III klasy: 2011[4]